# Juande Ramos
Juan de la Cruz Ramos Cano (Ciudad Real, 25. rujna 1954.), poznatiji kao Juande Ramos, je španjolski nogometni trener. 
Profesionalno nikad nije igrao nogomet, a trenerskim poslom počeo se baviti 1993. godine kada je trenirao španjolske niželigaše. Prvi uspjeh postigao je kada je 1998. uveo Rayo Vallecano u prvu ligu. S istom momčadi je tri godine kasnije došao do četvrtzavršnice Kupa UEFA. Sevillu je preuzeo 2005. godine i osvojio s njima dva naslova pobjednika Kupa UEFA zaredom. Prvi je trener u povijesti kojem je to uspjelo. Osvojio je i naslov pobjednika Europskog superkupa, kada je Sevilla kao pobjednik Kupa UEFA iz sezone 2005./06. pobijedila europskog prvaka, Barcelonu, s 4:0. Nakon toga postaje trener premierligaša Tottenhama, no u listopadu 2008. uručen mu je otkaz, nakon niza loših rezultata (Tottenham se nakon 8. kola nalazio na dnu ljestvice sa samo 2 osvojena boda). Ramos je u svibnju 2016. godine ponovno potpisao ugovor s Málagom na tri godine.